# Thomas Hunsteger-Petermann
Thomas Hunsteger-Petermann (* 5. September 1953 in Heessen, heute ein Bezirk der Stadt Hamm) ist ein deutscher Politiker (CDU) und war vom 1. Oktober 1999 bis zum 31. Oktober 2020 hauptamtlicher Oberbürgermeister von Hamm (Nordrhein-Westfalen).

## Leben

### Ausbildung und Beruf
Eingeschult wurde Hunsteger in der Volksschule. Nachdem er den Besuch der Realschule Heessen beendet hatte, absolvierte Thomas Hunsteger-Petermann, der aus einer Handwerkerfamilie stammt, eine Lehre als Fleischer. Anschließend leistete er seinen Grundwehrdienst ab. Hunsteger-Petermann legte nach seiner Gesellenprüfung auch noch die Meisterprüfung ab und übernahm die Metzgerei seines Adoptivvaters Hunsteger. Hunsteger hatte Petermann adoptiert, da er keinen Nachfolger für seine Fleischerei finden konnte. Hunsteger-Petermann leitete diese Fleischerei in den folgenden Jahren. Im Jahr 1999 wurde Hunsteger-Petermann zum hauptamtlichen Oberbürgermeister der Stadt Hamm gewählt. Er bekennt sich zum Katholizismus.

### Politischer Werdegang
Thomas Hunsteger-Petermann wurde 1972 CDU-Mitglied. Er begann, sich kommunalpolitisch in Heessen zu engagieren, und bekleidete in den folgenden Jahrzehnten eine Vielzahl an Funktionen und Ämtern. Von 1975 bis 1979 war er Mitglied in der Bezirksvertretung Heessen, 1989 bis 1999 CDU-Fraktionsvorsitzender in der Bezirksvertretung Heessen, 1975 bis 1995 stellvertretender Vorsitzender im Kinder- und Jugendhilfeausschuss und von 1995 bis 1999 CDU-Fraktionsvorsitzender im Rat der Stadt Hamm.
Aus dieser Position heraus trat er 1999 bei der ersten Oberbürgermeister-Direktwahl an und setzte sich in der Stichwahl mit 59,6 Prozent der Stimmen gegen die SPD-Kandidatin Monika Simshäuser (40,4 Prozent) durch.
Fünf Jahre später wurde Hunsteger-Petermann wiedergewählt. Bereits im ersten Wahlgang setzte er sich mit 60,2 Prozent gegen den Sozialdemokraten Hans Estermann (33,3 Prozent) durch.
Anfang 2009 war Thomas Hunsteger-Petermann – nach dem Rücktritt von Oliver Wittke – als NRW-Landesverkehrsminister im Gespräch, gab aber bekannt, in Hamm bleiben zu wollen.
Am 30. August 2009 war bei der Wahl des Oberbürgermeisters erneut Monika Simshäuser (SPD) Gegenkandidatin. Mit 63,2 Prozent der abgegebenen Stimmen gewann Hunsteger-Petermann bereits im ersten Wahlgang.
Im November 2013 machte er von seinem Recht auf Verkürzung seiner Amtszeit Gebrauch; diese hätte an sich bis zum Herbst 2015 gedauert. Auf diese Weise machte er den Weg für gemeinsame Rats- und Oberbürgermeisterwahlen im Mai 2014 frei.
Bei der Kommunalwahl am 25. Mai 2014 trat er unter anderem gegen SPD-Kandidat Dennis Kocker an. Er gewann die Wahl mit 56,3 % der abgegebenen Stimmen. Bei der Kommunalwahl 2020 in NRW am 13. September 2020 trat Hunsteger-Petermann erneut als Kandidat für das Amt des Oberbürgermeisters an, konnte aber im ersten Wahlgang keine Mehrheit auf sich vereinen und musste am 27. September gegen Marc Herter in einer Stichwahl antreten, die er mit gut 36 % gegen gut 63 % der abgegebenen Stimmen klar verlor.
Im April 2021 hat das nordrhein-westfälische Landeskabinett Hunsteger-Petermann zum Leiter der Stabsstelle Kompetenzzentrum für interkommunale Zusammenarbeit ernannt. Die Stelle wurde im Ministerium für Heimat, Kommunales, Bau und Gleichstellung des Landes Nordrhein-Westfalen eingerichtet, um innovative Modelle der kommunalen Zusammenarbeit intensiv zu fördern und zu begleiten. Der Tätigkeitsschwerpunkt von Thomas Hunsteger-Petermann liegt im Bereich „Interkommunale und regionale Zusammenarbeit“. 2022 war er Mitglied der 17. Bundesversammlung.

### Weitere Ämter
Hunsteger-Petermann ist Mitglied im Kreisvorstand der Hammer CDU und stellvertretender Bundesvorsitzender bzw. Landesvorsitzender der Kommunalpolitischen Vereinigung der CDU (KPV). Außerdem vertritt Hunsteger-Petermann als "geborenes Mitglied" die Interessen der Stadt Hamm in verschiedenen Gremien der städtischen Beteiligungsgesellschaften, die in der folgenden Liste aufgeführt werden. Seit dem 6. Juni 2018 ist er außerdem Vorsitzender des Städtetags Nordrhein-Westfalen.
- Deutscher Städtetag (Vorstand; Hauptausschuss und Wirtschaftsausschuss)
- Energie- und Wasserversorgung Hamm GmbH
- Förderverein Tierpark Hamm (mehrheitlich städtischer Betrieb)
- Gelsenwasser (Beirat)
- Kommunales Jobcenter Hamm AöR (Verwaltungsrat)
- LBS
- NRW-Bank (Beirat)
- RAG (Regionalbeirat)
- Regionalverband Ruhr (Mitglied der Verbandsversammlung)
- RWE (Beirat)
- Sparkasse Hamm (Bilanzprüfungsausschuss, Verwaltungsrat; Kreditausschuss)
- Sparkasse Grundstückserschließungsgesellschaft
- Sparkassenverband Westfalen-Lippe
- Stadtwerke Hamm (Gesellschafterversammlung)
- Verkehrsverein Hamm (Vorsitzender)
- Zentralhallen Hamm GmbH (Aufsichtsrat) (städtischer Betrieb)

Sonstige Tätigkeiten
- Förderverein Hospiz (Vorsitzender)
- SCKF – S-Chancen Kapitalfonds
- Volksbund Deutsche Kriegsgräberfürsorge

## Persönliches
Thomas Hunsteger-Petermann ist verwitwet, er hat eine erwachsene Tochter.
Seit über 40 Jahren ist Hunsteger-Petermann an der Waldbühne Heessen aktiv. Im Laufe der Jahrzehnte hat er dort die verschiedensten Rollen übernommen.